# Timmerflottare (skulptur)

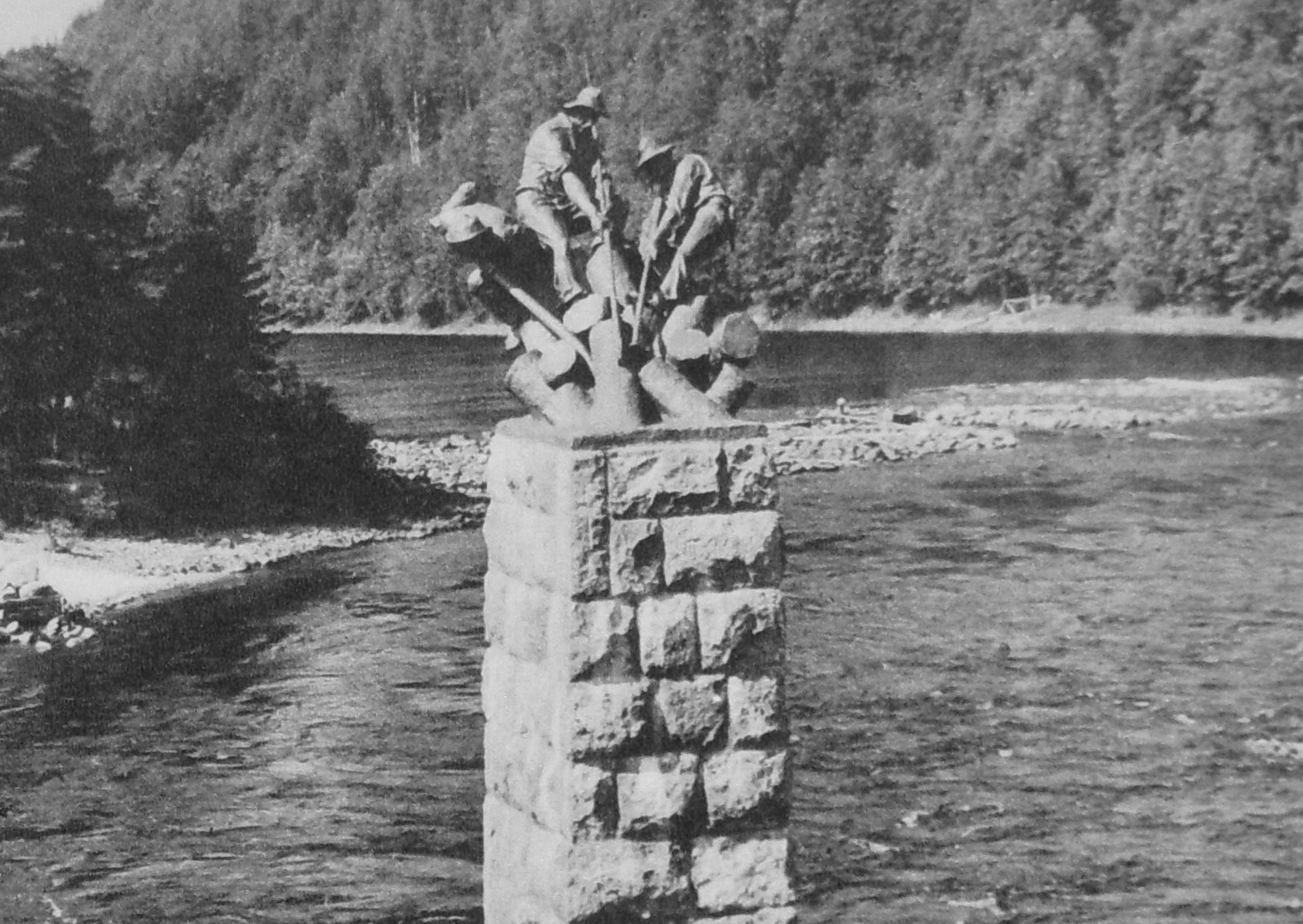
Timmerflottare, före 1953

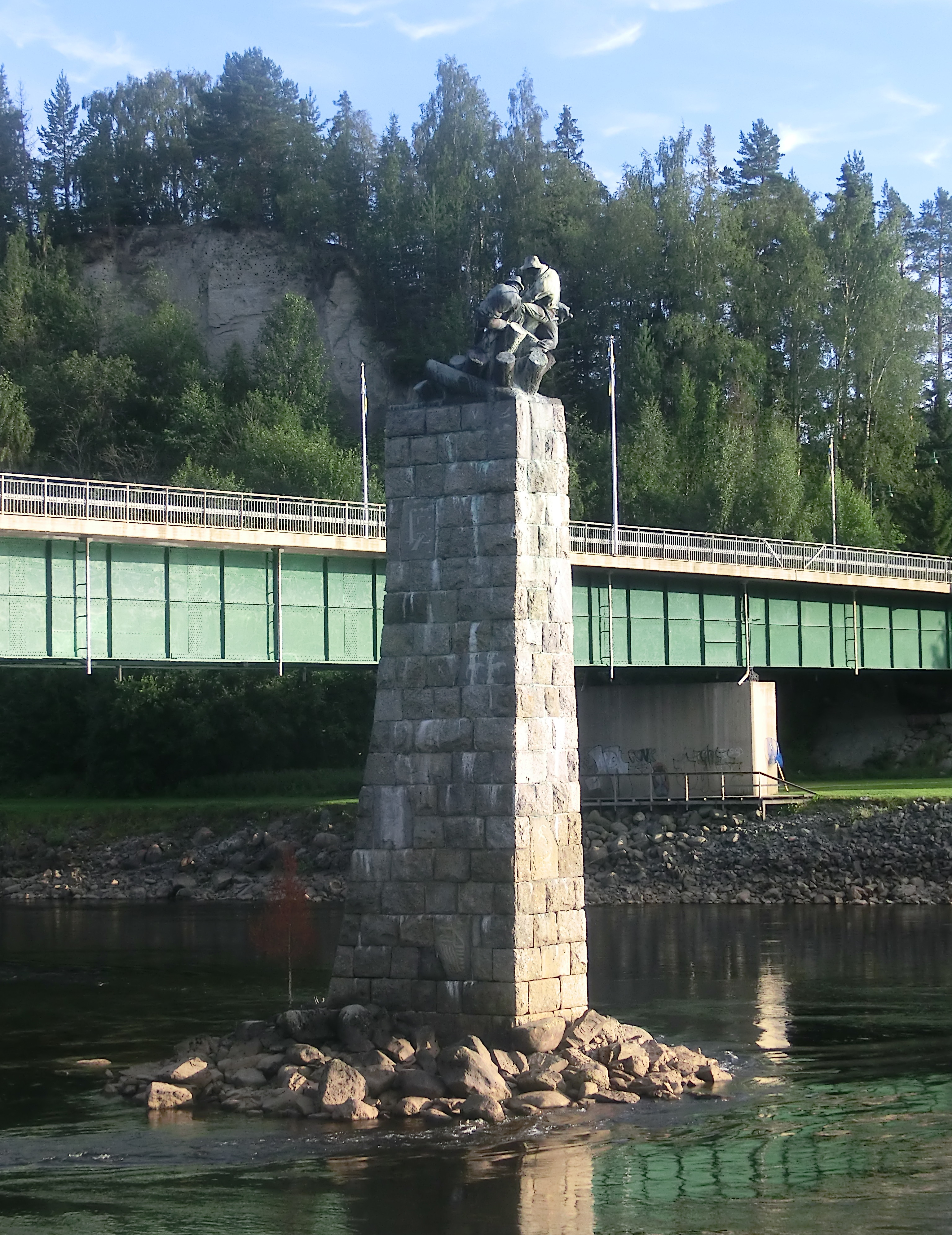
Timmerflottare, 2012

Timmerflottare är en skulptur av Fredrik Frisendahl från 1940 i Sollefteå som göts av Otto Meyers konstgjuteri i Stockholm. De tre flottarna symboliserar kommunens tre älvar; Ångermanälven, Fjällsjöälven och Faxälven.

## Historik
Timmerflottare står på en hög granitsockel i älvfåran. Sockeln är uppmurad av kvaderstenar till bropelare till den gamla bro, som revs i slutet av 1930-talet, kompletterade i några fall med uthuggna reliefer med anknytning till bygden. Skulpturen står så högt att postamentet är i höjd med brobanan och så att skulpturen således kan ses på jämnhöjd från den nya bron, på ett avstånd om 30 meter norr om närmaste broräcke. 
Från början stod den i en fors, men senare har Sollefteå kraftverk byggts 1964-66 strax uppströms. Skulpturen i brons visar de tre figurerna i ungefär en och en halv gång naturlig storlek och är 285 centimeter hög. Den avbildar tre timmerflottare med timmerhakar samt ett antal avhuggna trädstammar. Som modeller för kropparna har Fredrik Frisendahl använt timmerflottare från trakten. Ansiktet på den mest framträdande figuren är dock ett självporträtt.
Den formella upprinnelsen till att uppföra en skulptur som äreminne över timmerflottare var ett offentligt möte med Sollefteå Konstförening i september 1937. Drivkraft för med projektet var från början och genom hela processen till förverkligande var föreningens vice ordförande, överläkaren för Österåsens sanatorium Helge Dahlstedt.
Ursprungsidén kom från Fredrik Frisendahl, som redan 1919 hade modellerat en skiss till en skulptur av tre timmerflottare som arbetar med en timmerbröt i Ångermanälvens nedersta fors i nära anslutning till den då nya bron över älven i Sollefteå. Mötet beslöt att anordna en insamling och tillsatte en kommitté under Sollefteå Konstförening på 23 personer, och under kommittén ett arbetsutskott med Helge Dahlstedt som ordförande, för att genomföra projektet. Skulpturen invigdes med en enkel ceremoni den 18 april 1940 på grund av de i tiden närliggande tyska ockupationerna av Danmark och Norge.
Kommittén för Fredrik Frisendahls Timmerflottare upplöstes först 1954. Monumentet, tillsammans med den av Helge Dahlstedt privat ägda fastigheten i älven på vilken skulpturer stod, överlämnades till Sollefteå kommun. Överskottet från insamlingen användes till konstnärlig utsmyckning på läroverket i staden.

## Bilder (från gjuteriet till älven)

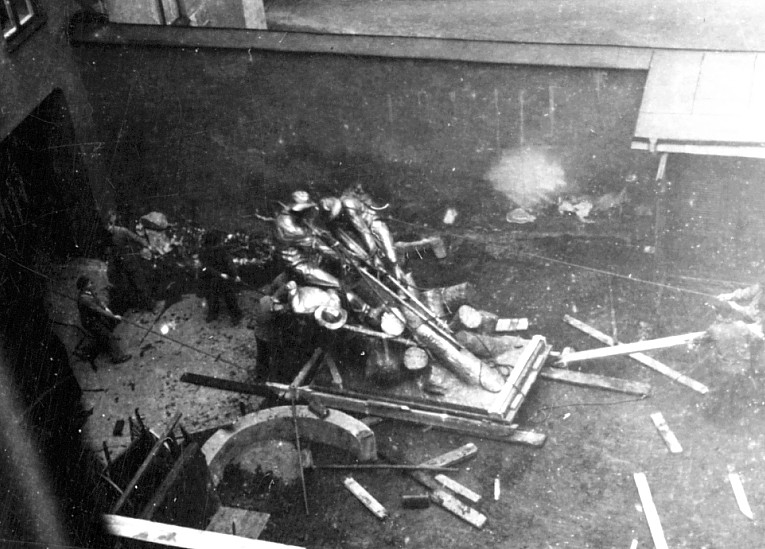
Skulpturen forslas över Otto Meyers konstgjuteriets innergård.
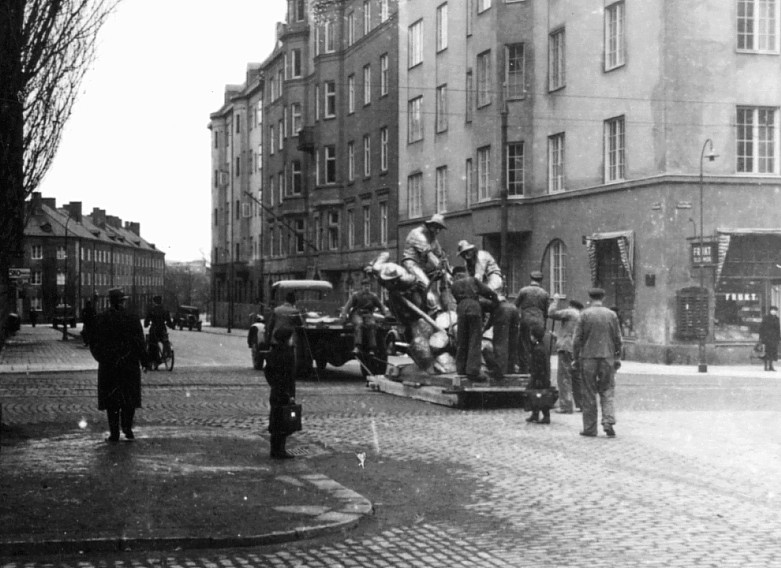
Skulpturen dras på släde genom Stockholms gator mot järnvägsstationen.
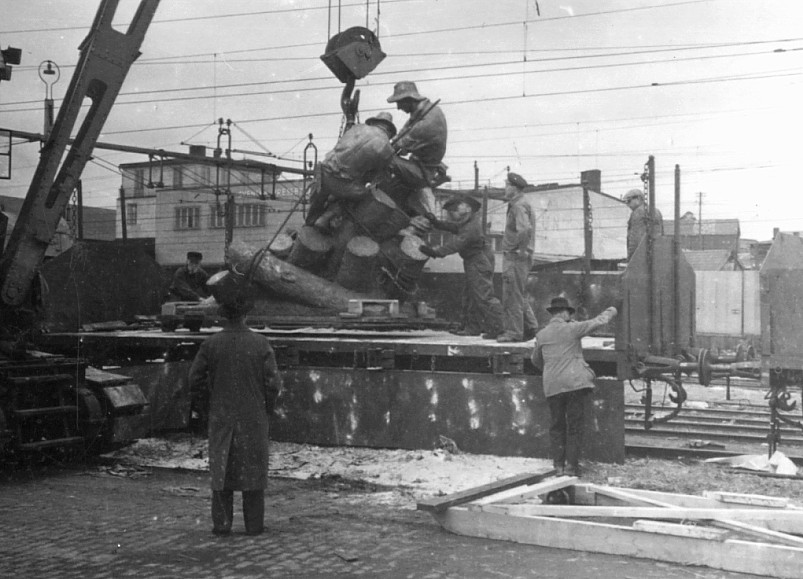
Skulpturen lastas på godsvagn.
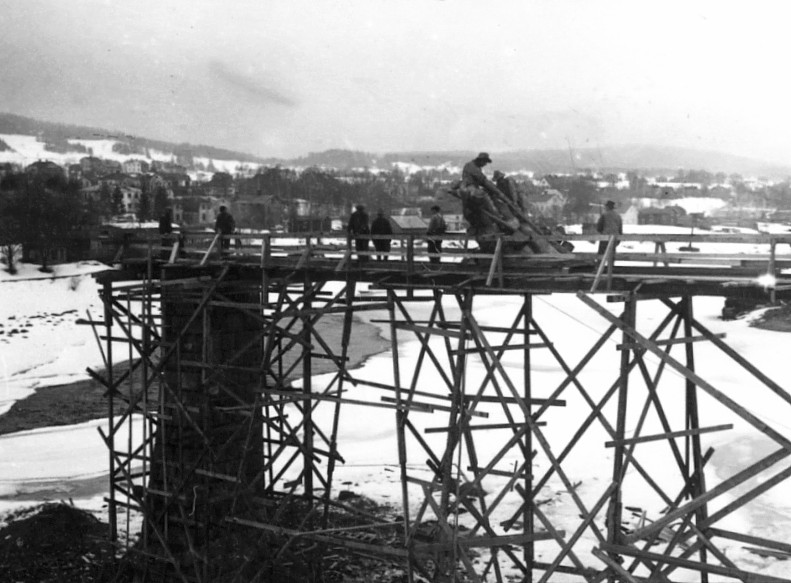
Skulpturen på väg ut mot sin plats på den höga sockeln i Ångermanälven.